# Emerin
Emerin ist ein Säugetier-Protein. Es ist in der inneren Membran des Zellkerns verankert. Ermöglicht wird dies durch eine Transmembran-Domäne. Emerin stellt eine Verbindung zwischen der Lamina und der Kernhülle her.
Wenn das Emerin nicht funktional ist, leidet die mechanische Stabilität des Zellkerns darunter. Vor allem in mechanisch stark beanspruchtem Gewebe, wie z. B. Muskelgewebe, führt dies zu Beschädigungen des Zellkerns und z. B. Emery-Dreifuss-Muskeldystrophie. Diese X-chromosomal vererbte degenerative Myopathie hat ihre Ursache im mutierten menschlichen Emerin-Gen.